# Phyllopteryx
Phyllopteryx (české jméno řasovník je rodově nespecifické, používá se i pro rod Phycodurus) je rod jehlovitých ryb z podčeledi Syngnathinae. Sesterskou skupinou je druhý rod řasovníků, Phycodurus.
Jsou popsány pouze 2 druhy:
- řasovník protáhlý (Phyllopteryx taeniolatus Lacepède, 1804), žijící podél jižního pobřeží Austrálie a kolem Tasmánie a dorůstající až 45 cm
- řasovník rubínový (Phyllopteryx dewysea Stiller, Wilson & Rouse, 2015) jehož první živý exemplář (s asi poloviční velikostí oproti řasovníku protáhlému a s výrazně červeným zbarvením, které mu pomáhá maskovat se ve vštších hloubkách s nedostatkem světla) byl pozorován teprve v r. 2016 u pobřeží západní Austrálie.[2]